# A Million Bid (film din 1914)
A Million Bid este un film pierdut din 1914   produs de Vitagraph Company of America. Este regizat de Ralph Ince, cu Anita Stewart în rolul principal. Scenariul se bazează pe piesa de teatru Agnes de Gladys Rankin (1874-1914). Mai târziu a fost realizat un alt film de succesorul companiei Vitagraph, Warner Brothers, în 1927, cu Dolores Costelloîn rolul principal.

## Distribuție
- Anita Stewart - Agnes Belgradin
- E.K. Lincoln - Loring Brent
- Julia Swayne Gordon - Mrs. Belgradin
- Charles Kent - Sidney Belgradin
- Gladden James - s Harry Furniss

nemenționați
- Donald Hall -   Artist francez
- Harry T. Morey - Geoffrey Marshe
- Kate Price - Squires
- George Stevens - Sharp